# Eucalyptus megacornuta

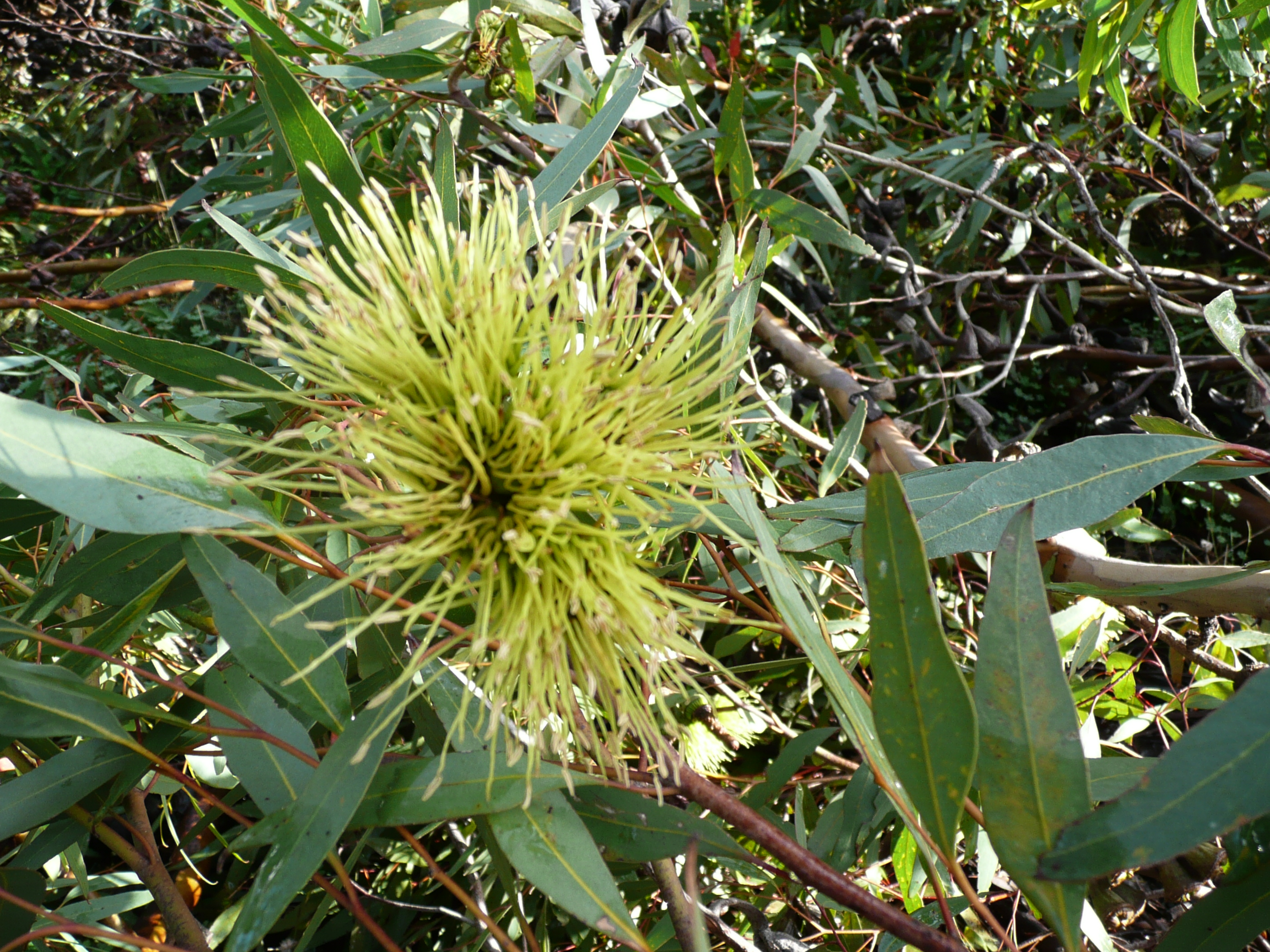
Detall de la flor

Eucalyptus megacornuta és una espècie d'Eucalyptus endèmic del sud-oest d'Austràlia Occidental. És un petit eucaliptus de fulla perenne, essent aquestes verdes i lanceolades. Creix entre els 4 i 12 metres d'alçada i les seves inflorescències són de 3 a 7 flors, de color entre groc i verdós. Floreix de Juliol a Octubre a l'àrea de distribució natural de l'espècie. El fruit és una càpsula de color bru o verd fosc allargada en forma de banya força espectacular, d'on n'obté el seu epítet específic "megacornuta". Creix sobre margues, al·luvions, sòls granítics, a vessants i llits de rierols. Va ser formalment descrita pel botànic Charles Austin Gardner el 1942.